# Ponikło maleńkie
Ponikło maleńkie (Eleocharis parvula) – gatunek byliny z rodziny ciborowatych (turzycowatych). Występuje w Azji, Europie, Egipcie, Ameryce Północnej i na Kubie. W Polsce znany z trzech stanowisk położonych na wybrzeżu: Władysławowo, Beka i brzeg jeziora Resko Przymorskie.

## Morfologia
PokrójDrobna roślina z włosowatymi rozłogami, zakończonymi białymi bulwkami.
ŁodygaObła, szczecinowata, do 10 cm wysokości.
LiścieJasnobrunatne lub białawe, błoniaste pochwy.
KwiatyZebrane w 3-5-kwiatowy kłos długości ok. 2 mm. Kwiat z trzema pręcikami i jednym słupkiem z trzema znamionami. Przysadki blade.
OwocGładki i błyszczący orzeszek.

## Biologia i ekologia
Bylina, geofit, halofit. Rośnie na słonych bagnach i piaskach. Kwitnie od lipca do września.  

## Zagrożenia i ochrona
Kategorie zagrożenia gatunku:
- Kategoria zagrożenia w Polsce według Czerwonej listy roślin i grzybów Polski (2006)[6]: E (wymierający); 2016: CR (krytycznie zagrożony)[7].
- Kategoria zagrożenia w Polsce według Polskiej Czerwonej Księgi Roślin[8]: CR (critical, krytycznie zagrożony).

Gatunek objęty ochroną ścisłą.